# Aonidia rhusae
Aonidia rhusae är en insektsart som beskrevs av Charles Kimberlin Brain 1919. Aonidia rhusae ingår i släktet Aonidia och familjen pansarsköldlöss. Inga underarter finns listade i Catalogue of Life.